# Aiuto pubblico allo sviluppo
Per aiuto pubblico allo sviluppo (APS) si intendono i contributi prevalentemente di tipo economico, forniti a comunità o Paesi per conseguire un obiettivo di sviluppo, aspirando a creare crescita economica sostenibile di lungo termine: pertanto beneficiari degli APS sono i Paesi in via di sviluppo che rientrano nella parte I della lista DAC
Bisogna distinguere i "doni" (trasferimenti finanziari al 100% gratuiti) dai "crediti di aiuto".
La terminologia di aiuto pubblico allo sviluppo (APS, ODA in inglese) è stata coniata dal DAC, Comitato per l'aiuto allo sviluppo, forum di 23 donors bilaterali, tavolo contabile dell'Organizzazione per la cooperazione e lo sviluppo economico (OCSE).
I "crediti di aiuto" hanno alcune caratteristiche peculiari: 
- il 25% dell'importo versato è il cosiddetto "elemento dono": un tasso di interesse inferiore al 10 %, con periodo di maturità e periodo di grazia negoziati alla stipula del prestito, mentre il resto del credito è prestato a condizioni di mercato.

L'attributo pubblici si riferisce alla possibilità di classificare l'importo della donazione o del credito nelle risorse iscritte nel bilancio dello Stato nazionale o sub nazionale del donatore. 
Si classificano come allo sviluppo in quanto perseguono finalità di sviluppo economico e non includono trasferimenti di risorse a incondizionata disposizione del Paese beneficiario.
Tassativamente esclusi da tale catalogazione sono gli aiuti militari.
Essendo vincolati al miglioramento delle condizioni di vita di lungo periodo, il trasferimento delle risorse finanziarie può avvenire mediante:
- contributi bilaterali: trasferimenti diretti al paese beneficiario;
- sussidi multilaterali nel caso in cui i sussidi vengano forniti da un governo ad un'agenzia internazionale (con governance formata dai paesi contribuenti) e poi girati a favore del Paese beneficiario;
- intermedi o multi-bilaterali: i finanziamenti che un singolo Paese donatore trasferisce ad un'organizzazione internazionale per la gestione di un progetto specifico.

Gli APS tuttavia non sono da confondere con le donazioni o i progetti delle Organizzazioni non governative.